# Astrosat
Astrosat es el primer telescopio espacial dedicado a múltiples longitudes de onda de la India. Fue lanzado en un PSLV-XL el 28 de septiembre de 2015. Con el éxito de este satélite, la ISRO ha propuesto el lanzamiento de Astrosat-2 como sucesor de Astrosat.

## Resumen
Tras el éxito del Experimento indio de astronomía de rayos X (IXAE), lanzado en 1996, la Agencia India de Investigación Espacial (ISRO) aprobó en 2004 el desarrollo de un satélite astronómico completo, el Astrosat.
Varias instituciones de investigación astronómica de la India y del extranjero han construido conjuntamente instrumentos para el satélite. Entre las áreas importantes que requieren cobertura se encuentran los estudios de objetos astrofísica que van desde los objetos cercanos del Sistema Solar hasta las estrellas lejanas y los objetos a distancias cosmológica; los estudios de temporización de variables que van desde las pulsaciones de las enanas blancas calientes hasta las de los núcleos galácticos activos también pueden llevarse a cabo con Astrosat, con escalas de tiempo que van desde los milisegundos hasta los días.
El Astrosat es una misión astronómica de múltiples longitudes de onda en un satélite de clase IRS en una órbita ecuatorial cercana a la Tierra.  Los cinco instrumentos a bordo cubren las regiones visible (320-530 nm), UV cercano (180-300 nm), UV lejano (130-180 nm), Rayos X blandos (0,3-8 keV y 2-10 keV) y Rayos X duros (3-80 keV y 10-150 keV) del espectro electromagnético.
Astrosat fue lanzado con éxito el 28 de septiembre de 2015 desde el Centro Espacial Satish Dhawan a bordo de un vehículo PSLV-XL a las 10:00AM.

## Misión

Concepción artística de un sistema estelar binario con un agujero negro y una estrella de la secuencia principal

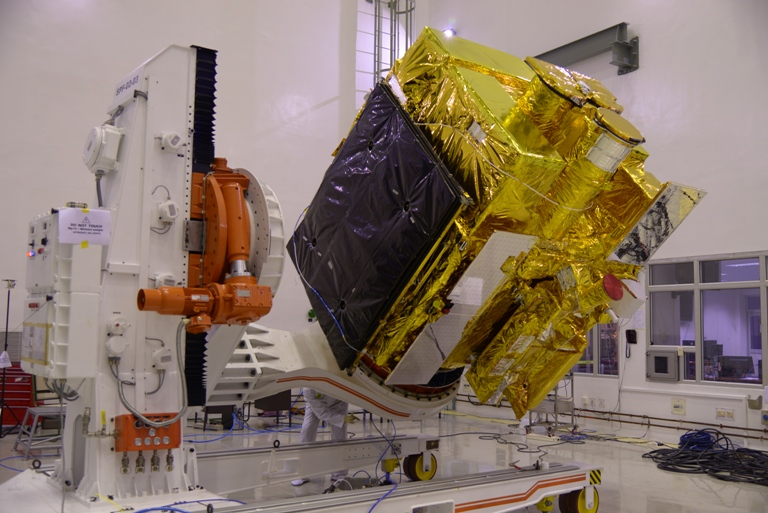
Vista inclinada del Astrosat

Astrosat es un observatorio de propósito general impulsado por una propuesta, con un enfoque científico principal en:
- Seguimiento simultáneo en múltiples longitudes de onda de las variaciones de intensidad en una amplia gama de fuentes cósmicas
- Vigilancia del cielo de rayos X en busca de nuevos transitorios
- Estudios del cielo en las bandas de rayos X duros y UV
- Estudios espectroscópicos de banda ancha de binarios de rayos X, AGN, SNR, cúmulos de galaxias y coronas estelares
- Estudios de la variabilidad periódica y no periódica de las fuentes de rayos X

El Astrosat realiza observaciones en múltiples longitudes de onda que abarcan bandas espectrales de radio, ópticas, IR, UV y longitudes de onda de rayos X. Se llevan a cabo tanto estudios individuales de fuentes específicas de interés como reconocimientos. Mientras que las observaciones de radio, ópticas e IR se coordinarían a través de telescopios terrestres, las regiones de alta energía, es decir, las longitudes de onda ultravioleta, de rayos X y visibles, se cubrirían con la instrumentación específica del satélite Astrosat.
La misión también estudiaría datos casi simultáneos en múltiples longitudes de onda de diferentes fuentes variables. En un sistema binario, por ejemplo, las regiones cercanas al objeto compacto emiten predominantemente en los rayos X, y el disco de acreción emite la mayor parte de su luz en la banda de ondas UV/óptica, mientras que la masa de la estrella donante es más brillante en la banda óptica.
El observatorio también llevará a cabo:
- Espectroscopia de baja a moderada resolución en una amplia banda de energía, con énfasis en el estudio de objetos emisores de rayos X.
- Estudios de sincronización de fenómenos periódicos y aperiódicos en binarias de rayos X
- Estudios de pulsaciones en púlsares de rayos X
- Oscilaciones cuasi-periódicas, parpadeos, llamaradas y otras variaciones en binarias de rayos X
- Variaciones de intensidad a corto y largo plazo en núcleos galácticos activos
- Estudios de lapsos de tiempo en rayos X bajos/duros y radiación UV/óptica
- Detección y estudio de transitorios de rayos X.[6]

En particular, la misión entrenará sus instrumentos en los núcleos galácticos activos, que se cree que contienen agujeros negros supermasivos.

## Cargas útiles
La carga útil científica contiene seis instrumentos.
- El Telescopio de imágenes ultravioleta (UVIT) realiza imágenes simultáneamente en tres canales: 130-180 nm, 180-300 nm, y 320-530 nm. Los tres detectores son intensificadores de imagen al vacío fabricados por Photek, Reino Unido.[8] El detector FUV consiste en un CsI fotocátodo con una óptica de entrada de fluoruro de magnesio, el detector NUV consiste en un fotocátodo de CsTe con una óptica de entrada de sílice fundida y el detector visible consiste en un fotocátodo de álcali-antimonio con una óptica de entrada de sílice fundida. El campo de visión es un círculo de ~28′ de diámetro y la resolución angular es de 1,8" para los canales ultravioleta y de 2,5″ para el canal visible. En cada uno de los tres canales se puede seleccionar una banda espectral a través de un conjunto de filtros montados en una rueda; además, para los dos canales ultravioleta se puede seleccionar una rejilla en la rueda para hacer espectroscopia sin rendija con una resolución de ~100. El diámetro del espejo primario del telescopio es de 40 cm.[9]
- El Telescopio de Imágenes de Rayos X Suaves (SXT) emplea una óptica de enfoque y una cámara CCD de agotamiento profundo en el plano focal para realizar imágenes de rayos X en la banda de 0,3-8,0 keV. La óptica consistirá en 41 conchas concéntricas de espejos de lámina cónica recubiertos de oro en una configuración aproximada de Wolter-I (el área efectiva de 120 cm2). La cámara CCD de plano focal será muy similar a la que se utiliza en SWIFT XRT. El CCD funcionará a una temperatura de unos -80 °C mediante refrigeración termoeléctrica.[9]
- El instrumento LAXPC cubre la temporización de rayos X y los estudios espectrales de baja resolución en una amplia banda de energía (3-80 keV), Astrosat utilizará un grupo de 3 contadores proporcionales de rayos X de área grande (LAXPC) idénticos y coalineados, cada uno con una configuración multicapa y un campo de visión de 1° × 1°. Estos detectores están diseñados para alcanzar (I) una amplia banda de energía de 3 a 80 keV, (II) alta eficiencia de detección en toda la banda de energía, (III) campo de visión estrecho para minimizar la confusión de fuentes, (IV) resolución energética moderada, (V) fondo interno pequeño y (VI) larga vida en el espacio. La superficie efectiva del telescopio es de 6000 cm2.[9]
- El Cadmium Zinc Telluride Imager (CZTI) es un generador de imágenes de rayos X duros. Consistirá en un conjunto de detectores pixelados de cadmio-zinc-telururo de 500 cm2 de área efectiva y el rango de energía de 10 a 150 keV.[9] Los detectores tienen una eficiencia de detección cercana al 100% hasta 100 keV, y tienen una resolución energética superior (~2% a 60 keV) en comparación con los contadores de centelleo y proporcionales. Su pequeño tamaño de píxel también facilita la obtención de imágenes de resolución media en rayos X duros. El CZTI estará dotado de una máscara codificada bidimensional, para la obtención de imágenes. La distribución del brillo del cielo se obtendrá aplicando un procedimiento de deconvolución al patrón de sombras de la máscara codificada registrado por el detector. Aparte de los estudios espectroscópicos, el CZTI podrá realizar mediciones sensibles de la polarización de fuentes galácticas brillantes de rayos X en 100-300 keV.[10]
- El Scanning Sky Monitor (SSM) consiste en tres contadores proporcionales sensibles a la posición, cada uno con una máscara codificada unidimensional, muy similar en diseño al All Sky Monitor del satélite RXTE de la NASA. El contador proporcional lleno de gas tendrá cables resistivos como ánodos. La relación de la carga de salida en ambos extremos del cable proporcionará la posición de la interacción de los rayos X, proporcionando un plano de imagen en el detector. La máscara codificada, formada por una serie de rendijas, proyectará una sombra en el detector, de la que se derivará la distribución del brillo del cielo.
- El Charged Particle Monitor (CPM) se incluirá como parte de las cargas útiles del Astrosat para controlar el funcionamiento del LAXPC, el SXT y el SSM. Aunque la inclinación orbital del satélite será de 8 grados o menos, en unos 2/3 de las órbitas, el satélite pasará un tiempo considerable (15-20 minutos) en la región de la Anomalía del Atlántico Sur (SAA), que tiene altos flujos de protones y electrones de baja energía. El alto voltaje se bajará o se apagará utilizando los datos del CPM cuando el satélite entre en la región SAA para evitar daños en los detectores así como para minimizar el efecto de envejecimiento en los contadores proporcionales.

## Apoyo en tierra
El Centro de Mando y Control en Tierra del Astrosat es la Red de Telemetría, Seguimiento y Mando de la ISRO (ISTRAC) en Bangalore, India. El mando y el control de la nave, así como la descarga de datos científicos, son posibles durante cada paso visible sobre Bangalore. 10 de las 14 órbitas diarias son visibles para la estación terrestre. El satélite es capaz de recoger 420 gigabits de datos diarios que pueden ser descargados durante las 10 órbitas visibles por el centro de seguimiento y recepción de datos de la ISRO en Bangalore. Una tercera antena de 11 metros en la Indian Deep Space Network (IDSN) entró en funcionamiento en julio de 2009 para seguir al Astrosat.

## Célula de soporte de Astrosat
La ISRO ha creado una célula de apoyo para Astrosat en el IUCAA, Pune. En mayo de 2016 se firmó un MoU entre la ISRO y el IUCAA. La célula de apoyo se ha creado para dar la oportunidad a la comunidad científica de hacer propuestas sobre el procesamiento y el uso de los datos de Astrosat. La célula de apoyo proporcionará los materiales necesarios, herramientas, formación y ayuda a los observadores invitados.

## Participantes
El proyecto Astrosat es un esfuerzo de colaboración de muchas instituciones de investigación diferentes. Los participantes son:
- Organización India de Investigación Espacial
- Instituto Tata de Investigación Fundamental, Mumbai
- Instituto Indio de Astrofísica, Bangalore
- Instituto de Investigación Raman, Bangalore
- Centro Interuniversitario de Astronomía y Astrofísica, Pune
- Laboratorio de Investigación Física, Ahmedabad
- Centro de Investigación Atómica Bhabha, Mumbai
- Centro Nacional de Ciencias Básicas S.N. Bose, Calcuta
- Universidad de la Presidencia, Calcuta
- Agencia Espacial Canadiense
- Universidad de Leicester[12]

## Cronograma
- 29 Sep 2020: El satélite completó su vida de misión de 5 años y seguirá siendo operativo durante muchos años.[13]
- 28 Sep 2018: El satélite ha cumplido 3 años desde su lanzamiento en 2015. Ha observado más de 750 fuentes y ha dado lugar a cerca de 100 publicaciones en revistas especializadas.[14]
- 15 de abril de 2016: El satélite ha completado su verificación de funcionamiento y ha iniciado sus operaciones.[15]
- 28 Sep 2015: Astrosat ha sido puesto en órbita con éxito.[16]
- 10 de agosto de 2015: Todas las pruebas superadas. Revisión previa al envío completada con éxito.[9]
- 24 de julio de 2015: Termovac terminado. Se colocan los paneles solares. Inicio de las pruebas finales de vibración.[9]
- Mayo de 2015: La integración del Astrosat ha concluido y se están realizando las pruebas finales. La ISRO emitió un comunicado de prensa en el que afirmaba que "Está previsto que el satélite se lance durante el segundo semestre de 2015 con el PSLV C-34 a una órbita casi ecuatorial de 650 km alrededor de la Tierra".[17]
- Abril de 2009: Los científicos del Tata Institute of Fundamental Research (TIFR) han completado la fase de desarrollo de las complejas cargas útiles científicas y han comenzado a integrarlas antes de la entrega de los 1.650 kg del satélite Astrosat. Los desafíos en el diseño de las cargas útiles y del Sistema de control de la actitud han sido superados y en una reciente reunión del comité de revisión, se decidió que la entrega de la carga útil al Centro de Satélites de ISRO comenzará a partir de mediados de 2009 y continuará hasta principios de 2010 para permitir el lanzamiento de Astrosat en 2010 utilizando el caballo de batalla de ISRO, el PSLV-C34.[18]

Dos de los instrumentos fueron más difíciles de completar de lo esperado. "El telescopio de rayos X blandos del satélite resultó ser un enorme desafío que llevó 11 años...".

## Resultados
Una explosión de rayos gamma fue detectada por el Astrosat el 5 de enero de 2017. Hubo una confusión sobre si este evento estaba relacionado con la señal de ondas gravitacionales detectada por LIGO del evento de fusión de agujeros negros GW170104 el 4 de enero de 2017. Astrosat ayudó a distinguir entre los dos eventos. El estallido de rayos gamma del 4 de enero de 2017 se identificó como una explosión de supernova distinta que formaría un agujero negro.
El Astrosat también captó el raro fenómeno de una pequeña estrella de 6.000 millones de años o rezagada azul que se alimenta y succiona la masa y la energía de una estrella compañera más grande.
El 31 de mayo de 2017, el Astrosat, el Observatorio de rayos X Chandra y el Telescopio Espacial Hubble detectaron simultáneamente una explosión coronal en la estrella más cercana que alberga un planeta Próxima Centauri.
El 6 de noviembre de 2017 Nature Astronomy publicó un artículo de astrónomos indios que medían las variaciones de la polarización de los rayos X del púlsar del Cangrejo en la constelación de Tauro. Este estudio fue un proyecto realizado por científicos del Instituto Tata de Investigación Fundamental, de Bombay; el Centro Espacial Vikram Sarabhai, de Thiruvananthapuram; el Centro de Satélites de la ISRO Bengaluru; el Centro Interuniversitario de Astronomía y Astrofísica, Pune; y el Laboratorio de Investigación Física, Ahmedabad.
En julio de 2018, el Astrosat ha captado una imagen de un cúmulo de galaxias especial que se encuentra a más de 800 millones de años luz de la Tierra. Bautizado como Abell 2256 el cúmulo de galaxias está formado por tres cúmulos de galaxias separados que se están fusionando entre sí para acabar formando un único cúmulo masivo en el futuro. Los tres cúmulos masivos contienen más de 500 galaxias y el cúmulo es casi 100 veces más grande y más de 1500 veces más masivo que nuestra propia galaxia.
El 26 de septiembre de 2018, los datos de archivo de Astrosat se hicieron públicos. A fecha de 28 de septiembre de 2018, los datos de Astrosat han sido citados en unas 100 publicaciones en revistas arbitradas. Se espera que esta cifra aumente tras la publicación de los datos de Astrosat.
En 2019 Astrosat observó un estallido de rayos X muy raro en un sistema binario de rayos X RX J0209.6-7427. Solo se han observado un par de estallidos raros de esta fuente que alberga una estrella de neutrones. El último estallido se detectó en 2019 después de unos 26 años. Se descubrió que la estrella de neutrones que se acreta en este sistema binario Be/X-ray es un púlsar de rayos X ultraluminoso (ULXP), lo que lo convierte en el segundo ULXP más cercano y el primer ULXP de nuestra galaxia vecina en las Nubes de Magallanes. Esta fuente es el primer púlsar ULX descubierto con la misión Astrosat y sólo el octavo púlsar ULX conocido.
En agosto de 2020, el Astrosat había detectado luz ultravioleta extrema procedente de una galaxia situada a 9.300 millones de años luz de la Tierra. La galaxia, llamada AUDFs01, fue descubierta por un equipo de astrónomos dirigido por Kanak Saha, del Centro Interuniversitario de Astronomía y Astrofísica de Pune.

## En la cultura popular
En 2019 se estrenó un documental titulado Indian Space Dreams sobre el viaje de desarrollo de Astrosat, y dirigido por Sue Sudbury.